# مقاطعة ماسون (ميشيغان)
مقاطعة ماسون هي مقاطعة في ميشيغان، بلغ عدد سكانها 28٬705  نسمة، في 2010، عاصمتها لودينغتون، تبلغ مساحتها 3٬216 كيلومتر مربع.

## الموقع
تشترك في الحدود مع:
- مقاطعة مانيستي (ميشيغان)
- مقاطعة أوسينا (ميشيغان).

## التقسيمات الإدارية
- لودينغتون.